# International Auditing and Assurance Standards Board
Das International Auditing and Assurance Standards Board, in der Regel als IAASB abgekürzt, ist ein international besetztes privatwirtschaftliches Gremium im Bereich der Wirtschaftsprüfung, das als Standardsetter fungiert und insbesondere die International Standards on Auditing sowie International Standards for Assurance Engagements entwickelt und veröffentlicht.

## Hintergrund
Das IAASB ist der 1977 gegründeten International Federation of Accountants angegliedert. Es wurde 1978 unter dem Namen International Auditing Practices Committee geschaffen, um Gegenstand und Umfang von Finanzinformationsprüfleistungen sowie Prüfungsauftragsschreiben festzulegen und allgemeine Prüfungsleitlinien zu erarbeiten. 1991 wurden die bis dato entwickelten Vorgaben überarbeitet und konsolidiert, diese wurden anschließend als International Standards on Auditing veröffentlicht. Nach einer erneuten umfassenden Überarbeitung 2001 wurde die Struktur des IPAC überarbeitet und daraufhin konstituierte sich 2002 das IAASB als Nachfolger. Zwei Jahre später wurde ein neues Rahmenwerk für Prüfungsaufträge veröffentlicht, das allgemeine Grundsätze für das Vorgehen von Wirtschaftsprüfern bei der Übernahme von Tätigkeiten festlegt. Auf Basis der Erkenntnisse aus der Weltfinanzkrise kam es fast zehn Jahre später zu einer erneuten Überarbeitung des Rahmenwerks, die mit dem Jahr 2013 abschließend vollzogen wurde.
Das IAASB setzt sich aus 18 Mitgliedern zusammen, wobei der Vorsitzende hauptberuflich beim IFAC angestellt ist. Die Hälfte der Mitglieder muss laut Satzung aus der Wirtschaftsprüfungsberufspraxis kommen bzw. in der Vergangenheit hier langjährig tätig gewesen sein. Das Gremium gibt regelmäßig das sog. „Handbook of International Quality Control, Auditing, Review, Other Assurance, and Related Services Pronouncements“ heraus, das die aktuellen International Standards on Auditing und International Standards for Assurance Engagements enthält sowie weitergehende Vorgaben und Standards für das Vorgehen von Wirtschaftsprüfern bei der Übernahme von Tätigkeiten umfasst. Zudem veröffentlicht das IAASB Untersuchungen und Studien zu aktuellen Themen rund um die Wirtschaftsprüfung, etwa zu Fragestellungen rund um die und Auswirkungen der Digitalisierung und Automatisierung durch Data Analytics auf die Abschlussprüfung.
Seit der Reform zu Beginn des neuen Jahrtausends arbeitet das IAASB eng mit nationalen Standardsettern zusammen. Im März 2006 wurde diese Kooperation im „Statement of Purpose of IAASB and National Auditing Standard Setters Liaison“ formalisiert. Seither befolgen – unter Berücksichtigung von Anpassungen an geltendes deutsches Recht – die vom Institut der Wirtschaftsprüfer herausgegebenen IDW-Prüfungsstandards explizit die International Standards on Auditing. Aktueller deutscher Vertreter im Gremium ist der Ulmer Hochschulprofessor Kai-Uwe Marten.